# Alopurinol
El alopurinol es un fármaco que inhibe la enzima xantino oxidasa (XO) y por lo tanto disminuye la producción de ácido úrico. Se prescribe para el tratamiento crónico en enfermedades que cursen con hiperuricemia en el plasma sanguíneo como la gota y la lisis celular asociada a quimioterapia en leucemias. Y no tiene utilidad en crisis gotosa aguda.
Tras su administración oral, se metaboliza en el hígado a su principal metabolito activo, el oxipurinol (también conocido como aloxantina). 
Inicialmente se sintetizó como agente antineoplásico y aunque se demostró que carecía de actividad antineoplásica, también se utiliza para prevenirla en personas con malignidades hematológicas a punto de someterse a quimioterapia (síndrome de lisis tumoral aguda).
Entre los efectos adversos más comunes del alopurinol, encontramos la erupción maculopapular pruriginosa, que puede presentarse con mayor frecuencia en pacientes con insuficiencia renal.
Puede aumentar el riesgo de toxicidad, reacciones de hipersensibilidad o alterar el efecto de otros fármacos como la warfarina, la teofilina y la azatioprina.

## Historia
En 1950, los científicos Gertrude B. Elion y George H. Hitchings desarrollaron el alopurinol mientras investigaban tratamientos para enfermedades como la leucemia. Se exploró  inicialmente como un agente antineoplásico, pero se demostró que era ineficiente. Posteriormente,  se identificó que era un inhibidor eficaz de la enzima xantina oxidasa, lo que lo convirtió en un tratamiento útil para reducir la producción de ácido úrico en el cuerpo .
El alopurinol fue aprobado por la FDA en 1966 y desde entonces ha sido un pilar en la terapia de la gota y condiciones relacionadas con la hiperuricemia.

## Descripción
Estructuralmente, el alopurinol es un análogo de la hipoxantina, y su principal metabolito activo, el oxipurinol, es un análogo de la xantina. Ambos compuestos contribuyen al efecto inhibidor sobre la xantina oxidasa. 

## Farmacocinética

### Vía de administración (forma de uso)
La vía oral es la más común para la administración de alopurinol. La forma farmacéutica consiste en comprimidos disponibles en dosis de 100 mg y 300 mg. 

### Absorción
El alopurinol administrado por vía oral, se absorbe rápido en el tracto gastrointestinal, alcanzando concentraciones plasmáticas máximas aproximadamente entre 1,5 y 2 horas después de la ingesta.
La biodisponibilidad varía entre el 67% y el 90% y no se afecta significativamente por la presencia de alimentos.

### Distribución
El alopurinol tiene una  unión a proteínas plasmáticas del 1%.
El volumen de distribución es aproximadamente 1,6 L/kg, con afinidad por órganos donde hay alta actividad de xantina oxidasa, como el hígado, intestino delgado y tejidos con alta proliferación celular. 
El alopurinol atraviesa la placenta y se excreta en pequeñas cantidades en leche materna. Las concentraciones en líquido cefalorraquídeo son bajas.

### Metabolismo
El alopurinol se metaboliza en hígado en su principal metabolito activo, el oxipurinol, el cual tiene una vida media prolongada y es responsable del efecto terapéutico sostenido. 
Este metabolito inhibe la enzima xantina oxidasa, y la vida media prolongada es el principal responsable del efecto terapéutico.

### Eliminación
La eliminación se realiza principalmente por vía renal. 
El alopurinol tiene una vida media plasmática corta, de aproximadamente 0,5 a 1,5 horas, la de su metabolito puede variar de 18 a 30 horas, lo que permite una dosificación diaria única.
Solo una pequeña fracción (menos del 10%) se excreta sin cambios en la orina, el resto es metabolizado a oxipurinol. Este metabolito presenta una vida media mucho más prolongada, y se elimina casi exclusivamente por filtración glomerular y secreción tubular en los riñones.

## Farmacodinámica
Tanto el alopurinol como el oxipurinol actúan como inhibidores competitivos de la enzima xantina oxidasa, la cual cataliza la conversión de hipoxantina en xantina y de esta en ácido úrico. Al inhibir esta enzima, disminuye la producción de ácido úrico.
Debido a lo anterior, hay reutilización de hipoxantina y xantina en la síntesis de nucleótidos y ácidos nucleicos, a través de la vía de la hipoxantina-guanina fosforribosiltransferasa (HGPRT).
La inhibición de la xantina oxidasa induce un aumento en las concentraciones séricas y urinarias de hipoxantina y xantina y reduce las concentraciones de ácido úrico. Dado que las oxipurinas (hipoxantina y xantina) son más solubles que el ácido úrico, la excreción renal se realiza con menor riesgo de precipitación y formación de cristales. La reducción sostenida del ácido úrico plasmático favorece la disolución progresiva de los depósitos de urato, conocidos como tofos. 

## Efectos
- Efecto hipouricémico

El alopurinol actúa como agente hipouricémico al reducir la producción de ácido úrico. Este efecto se logra mediante la inhibición competitiva de la enzima xantina oxidasa, responsable de catalizar la conversión de hipoxantina en xantina y de esta en ácido úrico. Al bloquear esta vía, el alopurinol impide la acumulación de ácido úrico en sangre y tejidos, lo que contribuye a prevenir episodios de hiperuricemia y complicaciones asociadas, como la gota y los cálculos renales por urato.
- Efecto antigotoso

Debido a su capacidad para disminuir la producción de ácido úrico, el alopurinol ejerce un efecto antigotoso clínicamente significativo. Al reducir las concentraciones séricas de ácido úrico por debajo de su punto de saturación, favorece la disolución progresiva de los cristales de urato monosódico depositados en tejidos y articulaciones. Este proceso contribuye a prevenir la aparición de ataques de gota y a aliviar los síntomas en pacientes con gota crónica, incluyendo dolor articular, inflamación y tofos. No tiene utilidad en tratamiento agudo de la gota.
- Efecto uricostático

A nivel bioquímico, el alopurinol es clasificado como un agente uricostático porque no aumenta la excreción de ácido úrico, sino que inhibe directamente su síntesis. Este término se utiliza para diferenciarlo de los uricosúricos, que aumentan la eliminación renal de ácido úrico. La acción uricostática del alopurinol se debe a su inhibición enzimática de la xantina oxidasa, lo que reduce la conversión de purinas en ácido úrico y, en consecuencia, disminuye su concentración en plasma y orina.
- Efecto antilítico

El alopurinol también presenta un efecto antilítico, particularmente útil en pacientes con nefrolitiasis por ácido úrico. Al disminuir la concentración urinaria de ácido úrico y aumentar la de compuestos más solubles como hipoxantina y xantina, se reduce el riesgo de formación de cálculos urinarios. Este efecto es beneficioso en pacientes con hiperuricemia idiopática, gota o síndrome metabólico que presentan litiasis recurrente por urato.
- Efecto citoprotector en síndrome de lisis tumoral

El alopurinol se utiliza como medida profiláctica en pacientes con alto riesgo de síndrome de lisis tumoral, una complicación metabólica asociada con la liberación masiva de ácidos nucleicos tras la destrucción rápida de células tumorales. Al inhibir la xantina oxidasa, el alopurinol evita la formación de grandes cantidades de ácido úrico, protegiendo así la función renal. Aunque en estos casos se prefiere cada vez más el uso de rasburicasa, el alopurinol sigue siendo útil en prevención primaria o en pacientes con riesgo moderado.

## Interacciones Farmacológicas
| Fármaco                                               | Letra | Tipo de Interacción | Efecto |
| ----------------------------------------------------- | ----- | ------------------- | --- |
| Productos de Fluouracilo                              | X     | Farmacocinética     | Disminución de la eficacia del fluorouracilo (menos metabolito activo disponible).                                            |
| Pegloticasa                                           | X     | Farmacodinámica     | Mayor riesgo de anafilaxia y reacciones a la infusión al enmascarar aumentos de urato sérico.                                 |
| Hidróxido de Aluminio                                 | D     | Farmacocinética     | Reducción de la eficacia del alopurinol (menor concentración en sangre).                                                      |
| Azatioprina                                           | D     | Farmacocinética     | Mayor riesgo de toxicidad por azatioprina (por aumento de metabolitos activos).                                               |
| Mercaptopurina                                        | D     | Farmacocinética     | Mayor riesgo de toxicidad por mercaptopurina (exceso de metabolitos activos).                                                 |
| Riluzol                                               | D     | Farmacodinámica     | Aumento del riesgo de daño hepático (hepatotoxicidad).                                                                        |
| Antagonistas de la Vitamina K                         | D     | Farmacodinámica     | Mayor riesgo de hemorragia (potenciación del efecto anticoagulante).                                                          |
| Amoxicilina                                           | C     | Farmacodinámica     | Mayor riesgo de reacciones alérgicas (erupciones cutáneas u otras manifestaciones de hipersensibilidad).                      |
| Ampicilina                                            | C     | Farmacodinámica     | Mayor riesgo de reacciones alérgicas (rash cutáneo u otras reacciones de hipersensibilidad).                                  |
| Inhibidores de la Enzima Convertidora de Angiotensina | C     | Farmacodinámica     | Mayor riesgo de reacciones alérgicas (incluido síndrome de Stevens-Johnson u otras manifestaciones graves).                   |
| Clicosporina                                          | C     | Farmacocinética     | Aumento del riesgo de toxicidad por ciclosporina (nefrotoxicidad u otros efectos adversos relacionados con niveles elevados). |
| Diuréticos de Asa                                     | C     | Farmacocinética     | Mayor riesgo de toxicidad del alopurinol (como reacciones de hipersensibilidad o daño renal).                                 |

## Contraindicaciones
El alopurinol está contraindicado en pacientes con antecedentes de reacciones graves de hipersensibilidad al medicamento. También debe evitarse su uso en pacientes durante una crisis aguda de gota, ya que puede agravar la inflamación y el dolor articular. Está contraindicado en combinación con didanosina, dado que el alopurinol aumenta significativamente la concentración plasmática de esta, incrementando el riesgo de toxicidad.

## Efectos Adversos
| Categoría                          | Descripción | Observaciones clínicas / Recomendaciones                                                                  |
| ---------------------------------- | --- | --- |
| Reacciones de hipersensibilidad    | Eruptivas cutáneas pruriginosas, eritematosas o maculopapulares; puede haber urticaria o púrpura. Son las más comunes.     | Suspender el tratamiento si aparece erupción; puede preceder a reacciones más graves.                     |
| Síndrome de Stevens-Johnson / NET  | Reacciones cutáneas graves como el síndrome de Stevens-Johnson o la necrólisis epidérmica tóxica, potencialmente mortales. | Mayor riesgo en los primeros 2 meses de tratamiento. Interrumpir inmediatamente ante síntomas sugestivos. |
| Fiebre, malestar general, mialgias | Afectan hasta al 3% de los pacientes, especialmente con insuficiencia renal.                                               | Requieren vigilancia clínica. Suspender si persisten o se agravan.                                        |
| Alteraciones hematológicas         | Leucopenia transitoria, leucocitosis y eosinofilia.                                                                        | Requieren vigilancia hematológica. Suspender si son persistentes.                                         |
| Alteraciones hepáticas             | Hepatomegalia y elevación de transaminasas hepáticas.                                                                      | Requiere control periódico de enzimas hepáticas.                                                          |
| Insuficiencia renal progresiva     | Puede presentarse, sobre todo en pacientes con daño renal previo.                                                          | Requiere ajuste de dosis según función renal.                                                             |